# 萨奇莱之战
萨奇莱之战（法语：Bataille de Sacile）发生于1809年4月16日。此役中，由约翰大公指挥的奥地利军队击败了由欧仁·德·博阿尔内率领的法意联军。萨奇莱之战是约翰大公职业生涯中最辉煌的胜利。此次战役发生在拿破仑战争中第五次反法同盟战争期间，战场在意大利利文扎河以东的萨奇莱附近。
1809年4月，约翰大公迅速入侵意大利东北部的威尼斯。4月15日在波代诺内，奥地利前卫击溃了法国后卫，并给法军造成重大损失。法军指挥官欧仁没有被这次挫折吓倒，因为他相信法军在数量上比对手有优势。法军于第二天袭击了萨西莱以东的奥地利军队。虽然双方步兵数量相等，但奥地利人在骑兵方面拥有二比一的优势，这成为他们获胜的关键因素。
欧仁在战败后撤退到阿迪杰河维罗纳附近的一个防御阵地，在那里他重组了他的军队并等待增援。在维罗纳，法意联军从东面的约翰大公军队和来自北部蒂罗尔的第二支奥地利纵队的威胁中获得了短暂的喘息。到四月底，法国在多瑙河取得胜利的消息使约翰大公向东撤退，而欧仁则继续追击。

## 背景

### 奥地利战略
1809年初，奥地利皇帝弗朗茨下定决心与拿破仑一世的法兰西第一帝国开战。奥地利在卡尔大公的指挥下在多瑙河集结了主力军队。尽管意大利被认为是一个小战区，但卡尔将两个军团分配给了意大利战区，并让约翰大公担任总指挥。

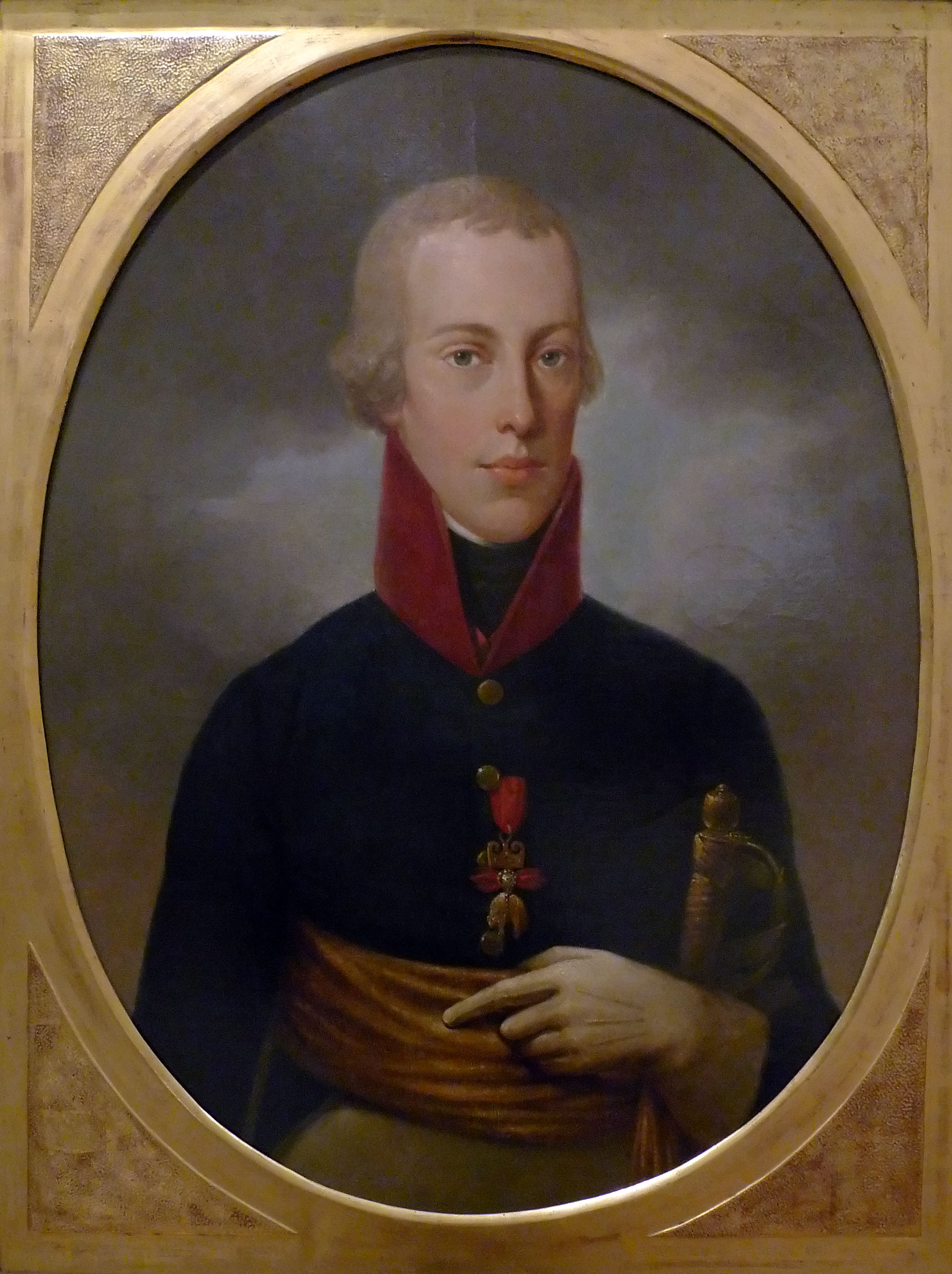
约翰大公

约翰大公的第一支军队在1800年12月3日的霍恩林登戰役中被法国将军让·莫罗彻底击溃，因此被历史学家大卫·钱德勒视为“无能”。在莫罗随后的追击中，约翰的军队士气低落，几乎无法自卫，遭受了巨大损失。在第三次反法同盟期间，拿破仑在1805年的乌尔姆战役中消灭了卡尔·马克·冯·莱贝里希的奥地利军队后，约翰的军队从福拉尔贝格山区的阵地向东仓促撤退。他成功地与由他的兄弟卡尔大公领导的意大利军队联系起来。对奥地利来说不幸的是，拿破仑在奥斯特里茨战役中压倒性的胜利在卡尔和约翰能够进攻多瑙河谷之前结束了战争。
在1809年战争开始时，约翰麾下有由24,500名步兵和2,600名骑兵组成的奥地利第八军团以及由22,200名步兵和2,000名骑兵组成的第九军团。第八军团在克恩顿的菲拉赫集结，而第九军团在克拉尼斯卡（今斯洛文尼亚）的卢布尔雅那集结。安德烈亚斯·斯托伊切维奇少将率领10,000名奥地利士兵在达尔马提亚面对奥古斯特·马尔蒙的法国第11军，达尔马提亚自1806年以来一直是法国的属地。一支由 26,000 人组成的部队随时准备部署以保卫奥地利的心脏地带。约翰计划让第八军团从菲拉赫向西南移动，第九军团从卢布尔雅那向西北推进。两股力量将在奇维达莱附近会合。
在奥地利人发动战争之前，蒂罗尔人爆发了一场自发的叛乱。在安德烈亚斯·霍费尔等领导人的领导下，讲德语的蒂罗尔人开始驱逐巴伐利亚的法国驻军。为了帮助起义，卡尔大工命令约翰派遣10,000名奥地利军队帮助蒂罗尔人。

### 法国战略

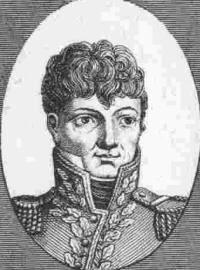
让·布鲁西埃

意识到奥地利可能打算发动战争，拿破仑派欧仁·德·博阿尔内带领一支部队增援意大利的法国驻军，将当地的法军兵力增加到了六个步兵师和三个骑兵师。这些“法国”军队中有许多是意大利人，因为意大利西北部的部分地区已被法国吞并。此外，欧仁总督还组建了三个意大利步兵师。法意联军此时有70,000名士兵，尽管他们分散在意大利北部的各个地方。
1809年之前，欧仁在战场上连一个团都没有指挥过，但拿破仑还是把意大利的整个军团交给他指挥。为了让继子欧仁为这个角色做好准备，皇帝在许多信件中详细的说明了保卫意大利的战略。拿破仑写道，如果大量奥地利人入侵，欧仁将放弃索查河并退回到皮亚韦河。皇帝注意到阿迪杰河是一个特别重要的战略要地。拿破仑不相信奥地利会在四月发动进攻，但无论如何，拿破仑都不希望通过集中他的军队来激怒他的敌人。因此，欧仁的军队仍然处于分散状态。

### 行军

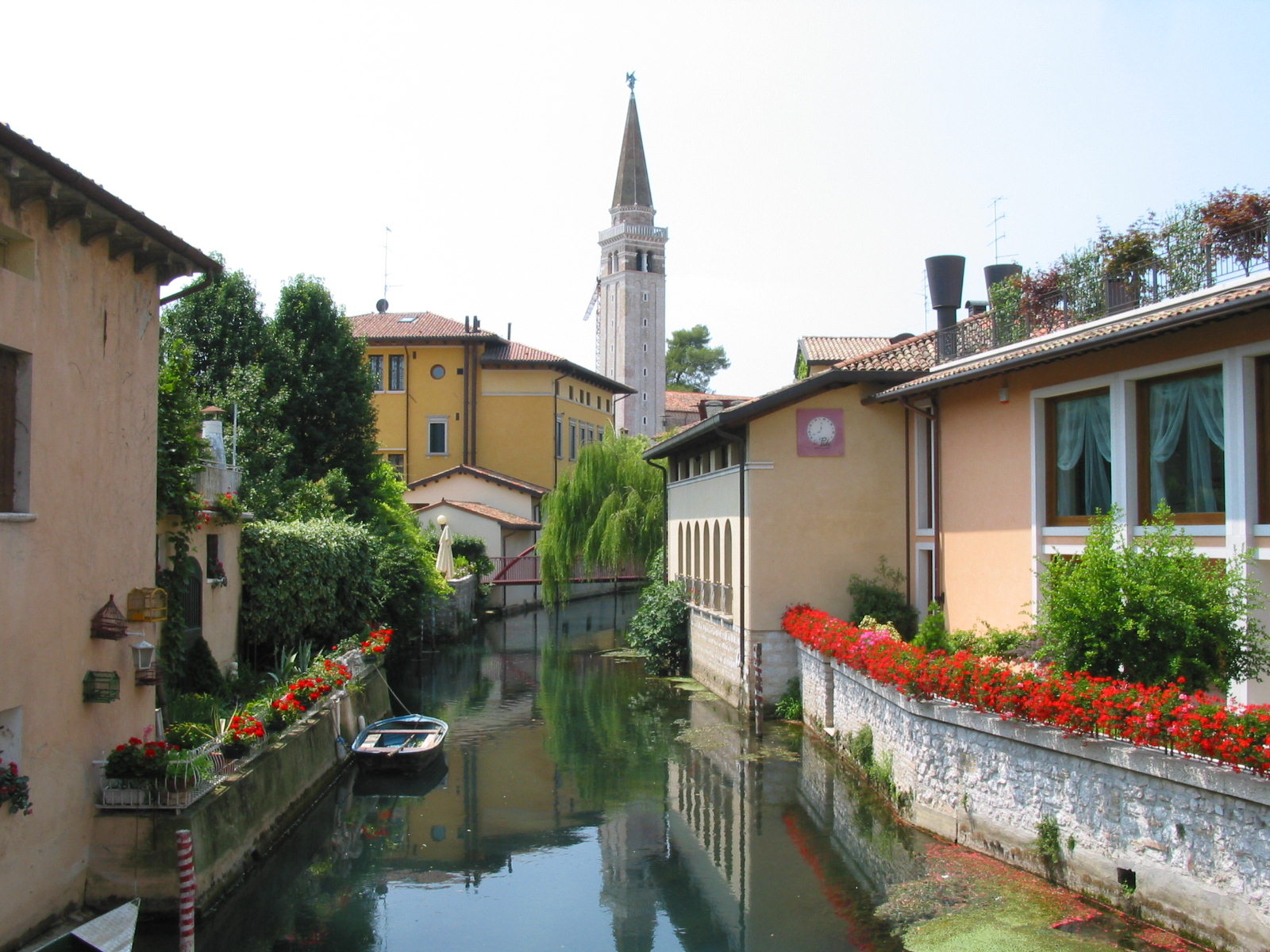
欧仁将他的军队集中在萨奇莱的利文扎河附近

约翰大公的军队于1809年4月10日入侵意大利。在奥地利军队异常快速的行军之后，阿尔伯特·久莱的纵队于4月12日占领了乌迪内，伊格纳兹·久莱的部队紧随其后。计划将他的军队集中在塔利亚门托河后面，欧仁指示两个师前往减缓奥地利人的攻势。但是两个师都无法阻止约翰的前进。即便如此，欧仁相信他的军队足以在战斗中击败大公，因此他命令他的师在利文扎河上的萨奇莱集结。由于蒂罗尔人此前的起义，总督早已将阿基尔·丰塔内利的意大利师派往上游的特伦托。
到4月14日，欧仁在萨西莱附近集结了六个师，而拉马克的步兵师和查尔斯·兰登·德·普利将军的龙骑兵师未能抵达。此时，意大利卫队、杜鲁特的步兵和格鲁希的龙骑兵仍在阿迪杰河集结。战前，欧仁曾向拿破仑提议将他的步兵编成三个军团，但皇帝没有回应这一请求。正因为如此，欧仁军队将分成师级部队来进行战斗，这对整体指挥控制产生了不利影响。与此同时，约翰使用小规模部队掩护位于乌迪内以南的塔利亚门托上游和帕尔马诺瓦的奥索波要塞。奥地利人于4月14日晚抵达瓦尔瓦松，但约翰下令继续夜间行军。由于阴雨天气的影响，奥地利第九军团的行军落后了。

## 战斗

### 波代诺内

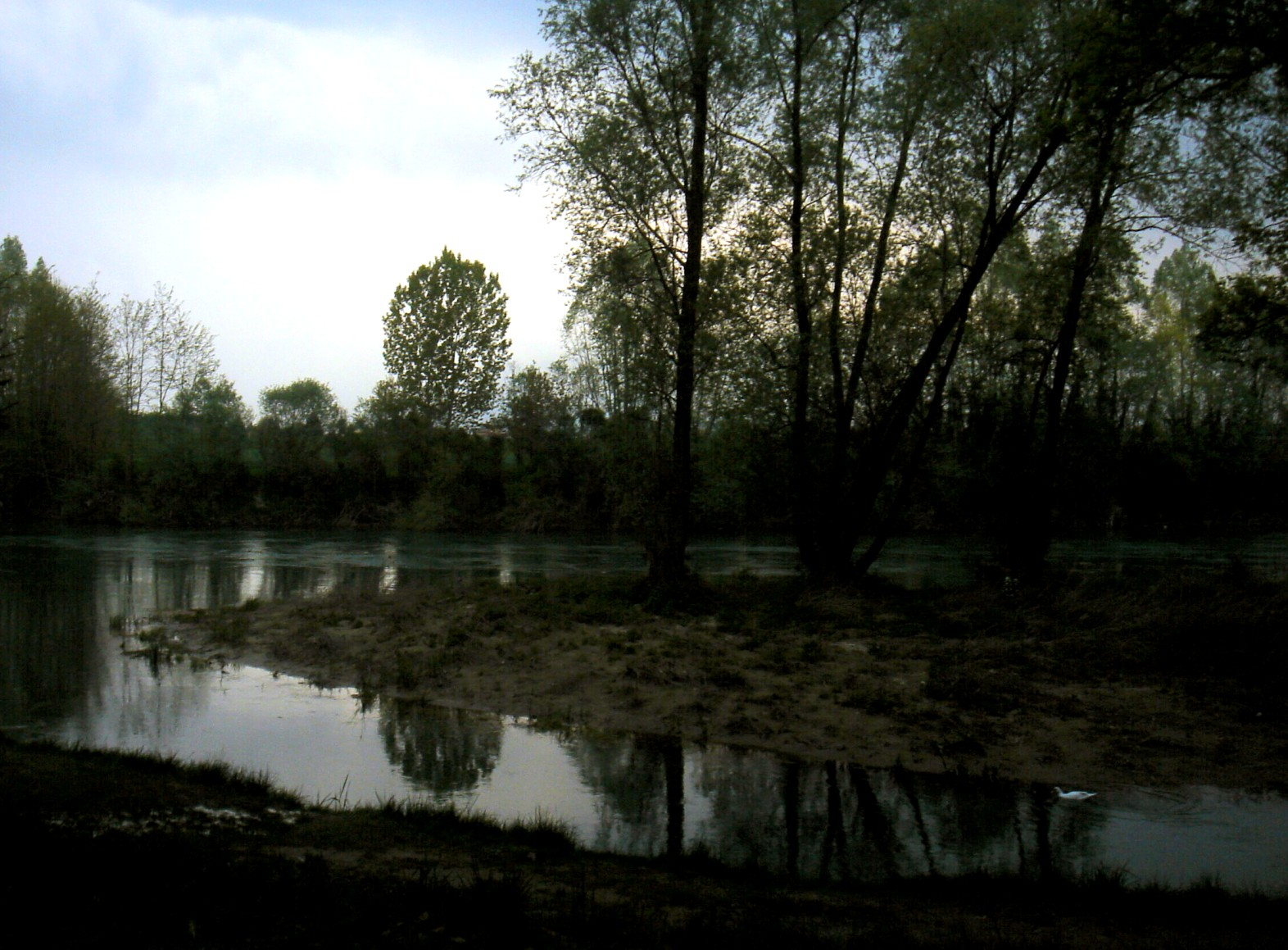
利文扎河

4月15日，欧仁命令他的军队穿过利文扎河。法国的两个师随后穿过萨奇莱。与此同时，由轻骑兵部队和第35线列步兵团组成的师在路易·米歇尔·安托万·萨胡克的带领下驻扎在萨奇莱以东12公里，作为法军的后卫部队。萨胡克的侦察兵带来了约翰大公的部队穿过塔利亚门托的消息。但由于法军大部队没有密切注意正在推进的奥地利人，欧仁不确定奥地利人的确切兵力。
多亏了他的侦察兵，约翰大公清楚地了解了法军的构成。他命令先遣部队在早上攻击波代诺内的法国士兵。早上6时，奥地利人与萨胡克的骑兵巡逻队发生冲突。约瑟夫·冯·韦策尔少将的一个邊防兵旅穿过镇东侧试图迂回，但这引起了法军步兵的注意。当约瑟夫·冯·施密特少将的旅从东北方向出现，法军被迫将第35线列步兵团的战线延伸到城镇的北侧。萨胡克在镇北组建了他的骑兵，希望在侧翼袭击奥地利的进攻部队。但是，弗里蒙特的四个奥地利骑兵团先发制人，从侧翼扑向法国骑兵并将法军击溃。在没有骑兵支援的情况下，镇上的步兵被迫撤离。
在波代诺内，奥地利人共有5,900名士兵和15门火炮参战，其中221人伤亡，另外还有32人被俘。法军的损失要大得多，参战的4,800名士兵和6门火炮中，有500人死伤，另外还有2,000人和4门火炮被俘。第35线列步兵团的许多士兵选择投降，该团失去了一只帝国鹰标和两面战旗。历史学家迪格比·史密斯写道，第35线列步兵团“几乎被摧毁”。

### 萨奇莱
意识到法军在东南方的塔迈集结后，约翰大公派阿尔伯特·久莱的第八军团和弗里蒙特的先遣卫队保卫波代诺内和波尔恰。第九军团则于15日晚抵达，在波代诺内以西露营。虽然奥军的左翼部队消除了法意对波尔恰的潜在威胁，但约翰还是计划将第九军团派遣到因皮亚诺，然后向丰塔纳弗雷达方向突进。

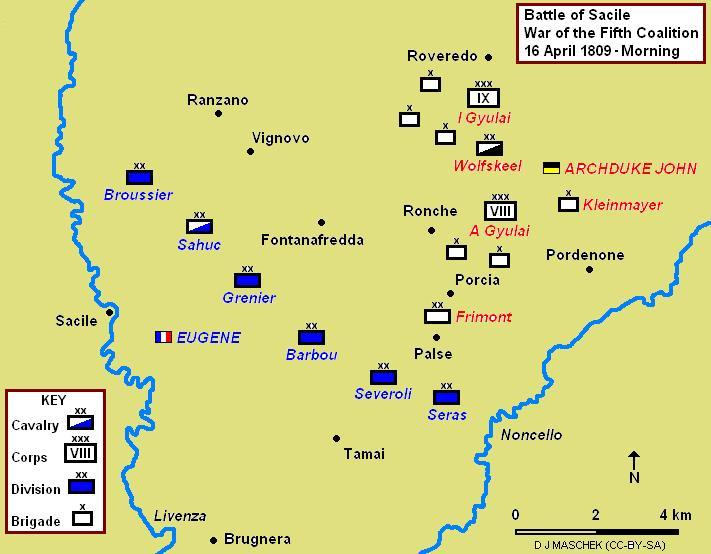
萨奇莱之战地图

法军指挥官欧仁此时仍然没有意识到第九军团的存在，他认为他的面前只有第八军团的20,000名奥地利人。他吹嘘道：“总有一天，我会夺回我现在放弃的所有领土。”欧仁知道奥地利骑兵在数量上多于他自己的骑兵。由于奥地利左翼的地形不适合骑兵部署，他决定逆势而行。
在炮火的掩护下，两个法军步兵师于上午9时发起进攻。法军迅速抓住了帕尔斯并开始袭击波尔恰。奥军指挥官利用骑兵来迫使法军停止前进。这为约翰大公的进一步部署赢得了时间。约翰大公派第八军团进行反击，由塞维罗利将军指挥的一个法军步兵师在奥军的反击中几乎被摧毁，其本人负伤。就在这时，巴尔布将军加入了战斗，他的师将弗里蒙特的部队赶出了波尔恰。看到法军的进攻难以摧毁奥地利左翼后，欧仁命令格雷尼尔的师进攻奥地利右翼。萨胡克的部队则填补法意中心的空白。
与此同时，伊格纳兹·久莱开始了他的机动。中午时分到达罗韦雷多后，他转向西南方，在下午1点30分左右在欧仁分散的阵线中央安排了三个步兵旅。随着安东·加约利少将的旅在龙什附近牵制着格雷尼尔的师，第九军团突然出现。格雷尼尔迅速带领他的大部分部队撤出战斗以保卫丰塔纳弗雷达，而另一支法军部队则在维尼奥沃附近进行了反击。阵线中心随后爆发了激烈的战斗，法国人击退了一次进攻后，奥地利人再次发动了进攻。面对奥地利骑兵的优势，欧仁拒绝派遣萨胡克的骑兵。在这场危机中，塞拉斯在奥地利的进攻中失去了波尔恰。
欧仁见主攻失败，于下午5时下令撤军。此时奥军如果命令大规模骑兵攻击则很有可能摧毁撤退中的法军部队，但奥军指挥官在战前将骑兵部署在步兵后面。而来自萨胡克的威胁则使牵制住了奥军第九军团，给法军的逃脱争取了时间。在与奥地利追兵发生多次冲突后，法军终于渡过了利文扎河，来到了安全地带。

## 结果
法意联军在萨奇莱有3,000名士兵伤亡。另有3,500名士兵、19门火炮、23辆弹药车和两面军旗落入奥地利人手中。奥地利军队有2,617人伤亡，532人被俘，697人失踪。

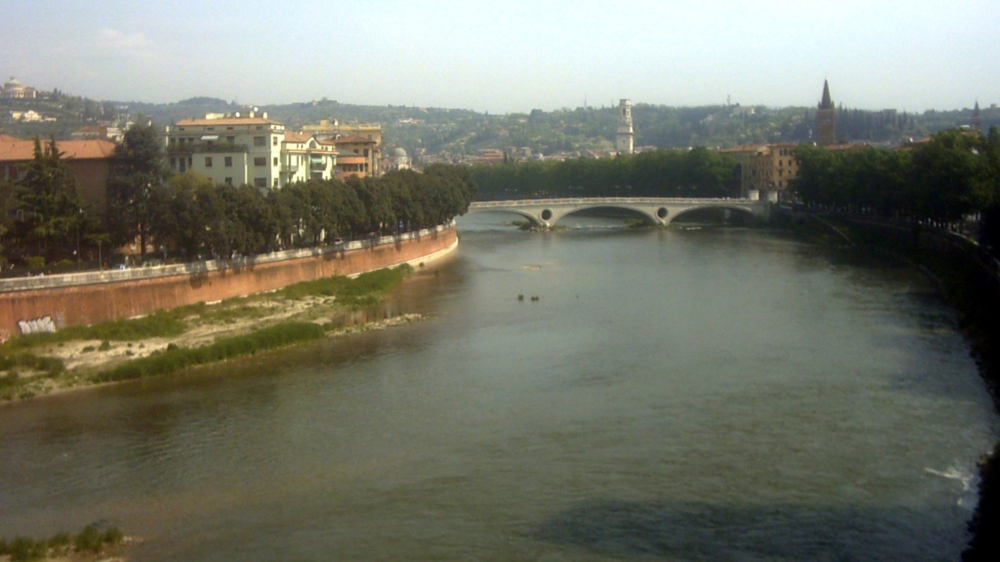
欧仁撤退到维罗纳

约翰大公决定不再追击撤离的法军，因为第八军团在此役中遭到重创，而第九军团的骑兵也已经筋疲力尽。历史学家施奈德写道：“约翰在萨奇莱之后一周未能展开追击是他最大的错误之一”。
战斗当晚，法军的两个师在耽搁后到达了科内利亚诺。欧仁利用这两个师作为后卫，掩护战败的部队返回皮亚韦。他还派出另一支军队增援威尼斯，迫使约翰派出一支部队来保护亚得里亚海。法意联军在皮亚韦河沿岸守了四天，但在4月21日开始向布伦塔河退去。当奥军于4月28日抵达维罗纳附近时，发现欧仁处于阿迪杰河后方的强大防御阵地。与此同时，查斯特勒于4月12日攻占因斯布鲁克，并于4月23日攻占阿迪杰上游的特伦托。
拿破仑对欧仁的失败而感到愤怒，他提议用当时的那不勒斯国王若阿尚·缪拉元帅取代他。但当他的信到达前线时，欧仁已经带着军队继续前进。总督在撤退时已经获得了一批援军，所以他的军队在到达阿迪杰河时已达六万人。与此同时，约翰的军队缩减了，因为它派出了一支观察威尼斯的部队和一支增援查斯特勒的旅。拿破仑于4月22日在埃克米尔战役中战胜卡尔大公的消息导致约翰大公在5月初撤退到奥地利本土。约翰和欧仁之间的下一次交战是4月最后几天的卡尔迪耶罗战役和5月8日的皮亚韦河战役。

## 脚注
1. 1 2 3 4  Smith 1998，第286-287頁.
2. 1 2  Schneid 2002，第75頁.
3. ↑  Schneid 2002，第65頁.
4. ↑  Chandler 1966，第666頁.
5. ↑  Smith 1998，第192頁.
6. ↑  Schneid 2002，第42頁.
7. ↑  Schneid 2002，第65-66頁.
8. 1 2 3  Schneid 2002，第66頁.
9. ↑  Rothenberg 2007，第139頁.
10. ↑  Rothenberg 2007，第141頁.
11. ↑  Schneid 2002，第69-70頁.
12. ↑  Schneid 2002，第70-71頁.
13. 1 2  Schneid 2002，第71頁.
14. ↑  Schneid 2002，第70頁.
15. 1 2 3  Schneid 2002，第72頁.
16. 1 2  Smith 1998，第286頁.
17. 1 2 3  Schneid 2002，第73頁.
18. ↑  Schneid 2002，第72-73頁.
19. ↑  Schneid 2002，第73-74頁.
20. 1 2  Schneid 2002，第74頁.
21. ↑  Schneid 2002，第76頁.
22. ↑  Schneid 2002，第76-77頁.

## 延伸阅读
- Chandler, David. . Weidenfeld and Nicolson. 1966.
- Smith, Digby. . London: Greenhill. 1998. ISBN 1-85367-276-9.